# 外山秀一
外山 秀一（とやま しゅういち、1954年6月 - ）は、日本の地理学者、考古学者。専門は考古地理学、環境考古学等。現在、皇學館大学文学部コミュニケーション学科教授。『山梨県史』編纂専門調査員。宮崎県日南市出身。

## 略歴
- 1980年 - 立命館大学文学部卒業
- 1987年 - 同大学大学院文学研究科博士課程単位取得満期退学
- 1987年 - 帝京大学山梨文化財研究所古植物・地理研究室長
- 1992年 - 皇學館大学文学部講師
- 1994年 - 皇學館大学文学部助教授
- 2000年 - 皇學館大学文学部教授
- 2007年 - 「遺跡の環境復原 : 微地形分析,花粉分析,プラント・オパール分析とその応用」により立命館大学より博士（文学）の学位を取得

## 著書

### 単著
- 『遺跡の環境復原―微地形分析、花粉分析、プラント・オパール分析とその応用』（古今書院、2006）
- 『ジオとグラフィーの旅1　環境と人の旅』（古今書院、2007）
- 『自然と人間との関係史』（古今書院、2008）
- 『ジオとグラフィーの旅2　自然の旅』（古今書院、2008）
- 『ジオとグラフィーの旅3　人の旅』（古今書院、2010）

### 共著
- （石原潤、金坂清則、南出眞助、武藤直）『アジアの歴史地理1 領域と移動』（朝倉書店、2007）
- （小杉康、谷口康浩、西田泰民、水ノ江和同、矢野健一）『縄文時代の考古学3』（同成社、2009）
- （皇學館大学コミュニケーション学科）『コミュニケーションの風景』（皇學館大学コミュニケーション学会、2009）